# 伊太
伊太（1679年—18世纪？），又名伊泰，字莘夫，号青岳，一号晴嶽，瓜尔佳氏，满洲镶白旗人。康熙己卯举人，癸未进士。授翰林院编修。

## 家族
- 六世祖：索爾果。

- 五世祖：音达户齐墨尔根，费英东扎尔固齐之四弟。

- 高祖父：杨善。

- 曾祖父：羅硕，内阁学士兼礼部侍郎。

- 祖父：和羅。

- 父：鄂奇，甘肅巡撫，兵部右侍郎。

- 同辈：毗卢保，郎中；迈禄，都统。

- 侄子辈：常福、鄂鼐、边柱，佐领；景福，员外郎[4]。